# Justicia del vencedor
La expresión «justicia del vencedor» (en alemán, Siegerjustiz) se aplica a una situación en la que la parte que realiza la «justicia» aplica normas distintas para juzgar lo que es bueno o malo para sus propias fuerzas y para las del (ex) enemigo. Se defiende generalmente que la diferencia entre las reglas supone hipocresía y lleva a la injusticia. Es un término despectivo.
Está muy relacionado con el comportamiento del vae victis, en el que el vencedor cambia unilateralmente los tratados acordados o sus interpretaciones. También esta es considerada una forma de «justicia del vencedor».

## Historia de las leyes de la guerra
Ya en la Antigua Roma aparecen en Cicerón restricciones legales en la conducción de la guerra: 

En cuanto a la guerra, las leyes humanas al respecto están redactadas en el código fecial del Pueblo Romano […] ninguna guerra es justa, a menos que se haya entrado en ella después de una demanda oficial por insatisfacción o de haber presentado advertencias y haber hecho una declaración formal.

Las infracciones de este deber por los ciudadanos romanos eran llevadas a juicio.
Pero a los enemigos de guerra, la ley romana no atribuye ningún deber ni derecho; por lo tanto el juicio (y castigo) de los enemigos derrotados era dejado a criterio romano. 
Aun así, el ejercicio de ese criterio debía servir a la justicia. Cicerón argumentó: 

…cuando se consigue la victoria, deberíamos dejar a los que no han sido sedientos de sangre y bárbaros en su ofensiva (hacer la guerra está excusado solo cuando «podemos vivir en paz ilesos» y de ninguna otra manera).

La tradición occidental de pensar en la guerra justa continúa durante la Edad Media y posteriormente en la Edad Moderna. Desde finales del siglo XIX se codificaron en convenciones internacionales, destacando los de Ginebra y los de La Haya, lo que después se llamarían las leyes de la guerra.

## Acusaciones de «justicia del vencedor»
Un contrastado y detallado ejemplo de justicia del vencedor es presentada por James Madison Page en su libro de 1908 titulado La verdadera historia de la prisión de Andersonville, subtitulada Una defensa del mayor Henry Wirz. Tras describir sus meses como prisionero de guerra de los Estados Confederados de América, el autor cuenta el encarcelamiento y juicio del mayor Henry Wirz, CSA, comandante del campo de prisioneros operativo en Andersonville durante la Guerra de Secesión.
Muchos de los fenómenos y temas más tarde observados en los juicios de criminales de guerra que siguieron a la Segunda Guerra Mundial pueden verse reflejados en esta descripción del juicio, la condena, la sentencia y la ejecución de Wirz.
El Tribunal Militar de Núremberg para crímenes de guerra (y posteriormente tribunales como el Tribunal Militar Internacional de Dachau) procesó solo a ciudadanos y colaboradores del Eje. Sin embargo, es habitual que los países civilizados den a sus fuerzas armadas una orientación detallada de qué está permitido y qué no bajo su código militar.
Éstos se han redactado para incluir obligaciones de algunos tratados internacionales y las leyes de guerra acostumbradas. Por ejemplo, en el juicio de Otto Skorzeny su defensa estuvo en parte basada en el Manual de Campo publicado por el Ministerio de Guerra de los Estados Unidos, el 1 de octubre de 1940, y el «Manual de los Soldados Americanos».
Si un miembro de las fuerzas armadas rompe su propio código militar, puede enfrentarse a un consejo de guerra. Cuando los militares de las fuerzas Aliadas infringieron sus códigos militares, podrían haber sido juzgados, como por ejemplo en los juicios de la Masacre de Dachau o la Masacre de Biscari. La rendición incondicional de las fuerzas del Eje fue inusual, y condujo directamente a la formación de tribunales internacionales.
Habitualmente, las guerras internacionales concluyen condicionalmente y el trato de los supuestos criminales de guerra se decide en el tratado de paz. En la mayoría de los casos, los que no son prisioneros de guerra son juzgados bajo su propio sistema judicial si son sospechosos de haber cometido crímenes de guerra.
Al limitarse los tribunales internacionales al juicio de los sospechosos de crimen de guerra del Eje, se cuestiona si los Aliados estaban actuando dentro de la ley internacional normal.